# Лёвенвольде, Карл Карлович
Барон Карл Карлович Левенвольде 1-й (нем. Friedrich Karl Johann Freiherr von Löwenwolde; 1779—1812) — русский офицер, полковник, командир Кавалергардского полка (27 сентября 1807 года). Погиб в Бородинской битве. Его младший брат Казимир Карлович Левенвольде (1780—1805) умер от ран на следующий день после битвы при Аустерлице. Как сказано в «Сборнике биографий кавалергардов», «оба брата Левенвольде, достойные представители нашего Балтийского дворянства, нашли смерть на поле сражения, защищая, в рядах кавалергардов, честь и достояние своего отечества — России».

## Биография
Родился 15 июня 1779 года в Раппине в семье отставного майора русской службы Карла Магнуса фон Левенвольде (Karl Magnus von Lowenwolde; ? — 1799) и его супруги баронессы Августы Луизы фон Пален (1743—1801), происходил из древнего германского рыцарского рода, известного в Лифляндии с XIII века.
1 февраля 1790 года вступил на военную службу квартирмейстером лейб-гвардии Конного полка, в 1795 году — вахмистр, 22 января 1797 года переведён в Рижский кирасирский полк с производством в корнеты, 22 августа 1798 года переведён в кирасирский генерал-майора Неплюева полк, 8 декабря 1798 года — поручик, в марте 1801 года — адъютант графа Петра Алексеевича фон дер Палена (1745—1826), который был родным братом его матери. 19 марта 1801 года переведён в Кавалергардский полк, в 1802 году — штабс-ротмистр, в 1804 году — ротмистр в том же полку.
Принимал участие в кампаниях 1805 и 1807 годов против французов. Отличился в знаменитой атаке кавалергардов при Аустерлице, где был смертельно ранен его брат, а после поражения союзной армии командовал пикетами, последними оставившими поле сражения. Сражался при Гейльсберге и Фридланде. 27 сентября 1807 года — полковник, командир 3-го эскадрона лейб-гвардии Кавалергардского полка. 15 мая 1812 года принял от полковника Сергея Николаевича Ушакова 2-го командование Кавалергардским полком, сражался при Смоленске. 26 августа 1812 года убит картечью в голову в сражении при Бородино в возрасте 33 лет, возглавив по личному приказу М. Б. Барклая-де-Толли атаку кавалергардов на кавалерию IV-го кавалерийского корпуса генерала Латур-Мобура в районе Курганной батареи.
Эти события описаны М. Б. Барклаем-де-Толли так: «высота (Курганная батарея, батарея Раевского) с частию артиллерии была взята штурмом, а 24-я дивизия возвратилась в величайшем смятении, но была немедленно остановлена и построена, тогда неприятельская кавалерия соединенными силами устремилась на нашу пехоту, я предвидел уже минуту решения нашей участи. Кавалерия моя была недостаточна к удержанию сей громады неприятельской и я не смел её вести против неприятеля, полагая, что будет опрокинута и в расстройстве притиснена к пехоте. Всю свою надежду полагал на храбрую пехоту и артиллерию, сделавшихся в сей день бессмертными; обе исполнили мое ожидание, неприятель был приостановлен. В сию затруднительную минуту прибыли на рысях два гвардейские кирасирские полка (Кавалергардский и л.-гв. Конный), я указал им неприятеля, и оне с редкою неустрашимостию устремились в атаку».
В рапорте командующего 1-й кирасирской дивизии генерал-майора Н. М. Бороздина М. Б. Барклаю-де-Толли от 7 сентября 1812 года про действия Кавалергардского и лейб-гвардии Конного полков сказано так: «получа повеление Вашего Высокопревосходительства атакою на неприятеля, завладевшаго уже нашею батареею, с которой опрокинув его, содействовали к спасению батареи, истребив большую часть покусившихся на сей предмет. Сим остановлено стремление на центр наш, и часть пехоты нашей, которая уже была за неприятельскою кавалериею, спасена; в атаке сей имели несчастие потерять отличного полковника Левенвольда, который убит на месте; и командование принял полковник Левашов».
Из «Списка нижних чинов 1-й кирасирской дивизии и конно-артиллерийской роты, представленных к награждению знаками отличия Военного ордена за участие в сражении 26 августа 1812 года» известно, что «рядовые кавалергарды Кривошей, Шеншевук, Барковский, Денежкин, Веселовский — из всех оных первой находился при командующем полком и, когда оной был убит, то все вместе под сильным картечными выстрелами тащили тело, в которое время и получили первой и последней раны». Место захоронения К. К. Левенвольде неизвестно.
По свидетельству князя Сергея Григорьевича Волконского: «Замечательным человеком был между нами Карл Карлович Левенвольд, положивший свою жизнь в Бородинской битве. Он был замечательное лицо в полковом нашем кругу образованностью и рыцарскими понятиями и имел такой вес в обществе офицеров, что осуждение его во всяком возникшем деле между нами было для обеих сторон неоспоримый приговор».
По отзыву М. П. Бутурлина, «полковник барон Левенвольде был красивый мужчина, стройный и благородного вида, высоко держащий голову, с немецким типом лица, очень хладнокровный, очень пунктуальный, отличный офицер, который бы далеко пошел, если б остался жив; очень любимый, очень уважаемый в полку и очень храбрый в бою».
В коллекции Г. Крузенштерна сохранился портрет К. К. Левенвольде.
В «Сборнике биографий кавалергардов» ошибочно утверждается, что «с гибелью братьев Левенвольде этот род пресёкся». На самом деле, с их гибелью пресеклась лишь одна из линий дома Лугден. Другие, к которым принадлежат, например, бароны Людвиг Бернгард Левенвольде (см. Адрес-календарь, 1823, ч. 2, 342) и Фридрих Густав Левенвольде (см. Адрес-календарь, 1833, ч. 2, 324), кавалер ордена Св. Иоанна Иерусалимского, сохранились. Некоторые линии рода Левенвольде прослеживаются до конца XX века.